# Kaempferia roscoeana
Kaempferia roscoeana är en enhjärtbladig växtart som beskrevs av Nathaniel Wallich. Kaempferia roscoeana ingår i släktet Kaempferia och familjen Zingiberaceae. Inga underarter finns listade i Catalogue of Life.